# Partito Socialista Riformista Sammarinese
Il Partito Socialista Riformista Sammarinese (PSRS) è stato un partito politico sammarinese.

## Storia
Il partito è stato fondato ufficialmente il 15 luglio 2009 a Borgo Maggiore in seguito a una scissione interna al Partito dei Socialisti e dei Democratici con la costituzione in data 1º luglio 2009 all'interno del Consiglio Grande e Generale di un gruppo formato da otto consiglieri (Paride Andreoli, Germano De Biagi, Alessandro Mancini, Simone Celli, Paolo Crescentini, Silvia Cecchetti, Federico Pedini Amati e Alfredo Manzaroli). Il 30 settembre 2009 ha celebrato l'Assemblea Congressuale, nominando presidente Paride Andreoli e segretario generale Simone Celli.
Il partito ha cominciato poi una collaborazione con il Nuovo Partito Socialista, che è culminata il 30 maggio 2012 con la fusione tra i due partiti e la costituzione del Partito Socialista.